# Ecdamua lehensis
Ecdamua lehensis is een vliesvleugelig insect uit de familie Torymidae. De wetenschappelijke naam is voor het eerst geldig gepubliceerd in 2010 door Sureshan.